# Couvent des Récollectines de Givet
Le couvent des Récollectines est un ancien couvent situé à Givet, en France, devenu centre culturel.

## Description

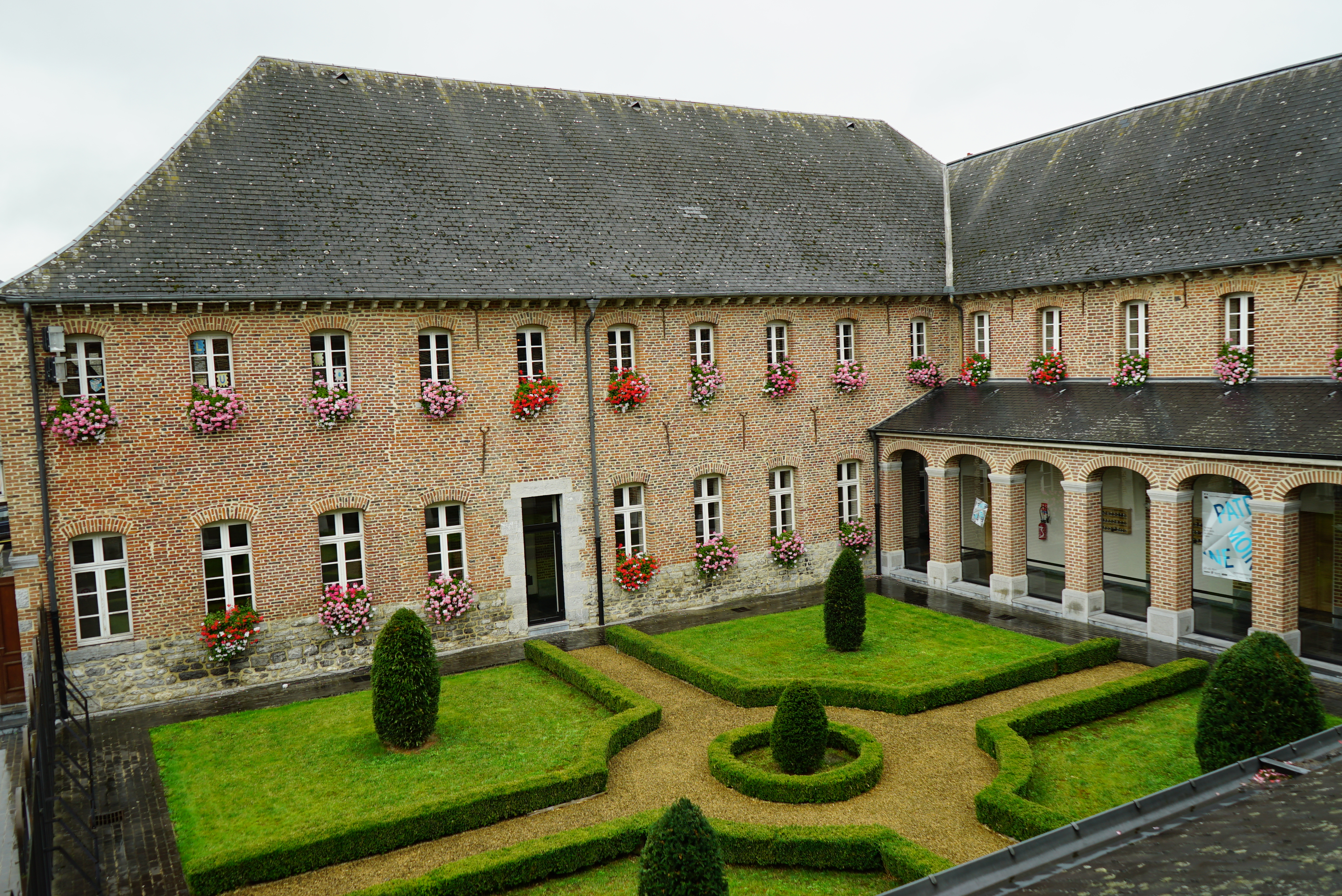
Une aile et le déambulatoire.

Le bâtiment en U est de briques rouges sur deux étages. Au centre se trouve l'ancien déambulatoire avec son jardin délimité d'allées en buis. Les portes sur les faces extérieures donnent sur une cour d'école. Le toit est de d'ardoises.

## Localisation
Le couvent est situé sur la commune de Givet, dans le département français des Ardennes.

## Historique
Le Couvent des Récollectines de Givet fut fondé au XVIIe siècle grâce à une lettre patente du roi Louis XIV. Il fut converti en magasin militaire après la Révolution, il servit ensuite d'institution d'enseignement puis logement de fonction.
Les bâtiments ont été rénovés dans les années 1980 et convertis en ensemble culturel. Depuis 1988, y sont ainsi accueillies en permanence la bibliothèque et la médiathèque, en salle d'activités ainsi que ponctuellement, des expositions ou manifestations diverses.
La chapelle fut rasée pour servir actuellement de parvis à la médiathèque, l'arrière du bâtiment est actuellement un établissement scolaire.
L'édifice est inscrit au titre des monuments historiques en 1980.